# Isometrainae
Isometrainae zijn een onderfamilie van de Antedonidae, een familie van haarsterren.

## Geslacht
- Isometra A.H. Clark, 1908